# 中道佑哉
中道 佑哉（なかみち ゆうや、1998年9月4日 - ）は、青森県十和田市出身の元プロ野球選手（投手）。左投左打。NPBでは育成選手であった。

## 経歴

### プロ入り前
小学校では軟式野球クラブの「十和田北園クラブ」に所属。十和田市立三本木中学校では同校の軟式野球部に所属し、3年生時に東北大会に進出する。
八戸学院野辺地西高等学校2年生の秋に、八戸学院大学硬式野球部の正村公弘監督から当時オーバースローだった投球フォームから腕を下げる様にアドバイスされ、それによりコントロールが良くなり球速も上がったことで、野球に対する情熱を取り戻し、大学でも野球を続けることを志す。
八戸学院大学に進学し、1年の春季リーグよりベンチ入りを果たす。3年の春季リーグでは5勝を記録し、全日本大学野球選手権にも出場した。4年秋季リーグの青森大学戦でノーヒットノーランを達成。リーグ通算では11勝を挙げた。大学での2学年先輩に髙橋優貴、同級生に大道温貴がいる。
2020年10月26日に行われたプロ野球ドラフト会議にて、福岡ソフトバンクホークスから育成ドラフト2位指名を受け、11月24日に支度金300万円、年俸400万円（金額は推定）で契約合意に達し、12月10日に入団発表会見が行われた。背番号は123。

### ソフトバンク時代
2021年は、主に三軍に帯同。二軍（ウエスタン・リーグ）では2試合に登板して、2回を1安打無失点に抑えた。
2022年は、二軍で11試合に登板し、1勝1敗、防御率5.06を記録した。
2023年は、ファーム非公式戦で26試合に登板し、11勝3敗、防御率2.78を記録。二軍では登板がなく、10月5日に戦力外通告を受けた。11月15日に開催された12球団合同トライアウトに参加した。

## 選手としての特徴
打者からすると球の出所が見づらい投球フォーム（スリークォーター）が特徴。ストレートの最速は147 km/hで変化球はスプリット、スライダー、チェンジアップを投じる。

## 詳細情報

### 年度別投手成績
- 一軍公式戦出場なし

### 背番号
- 123（2021年 - 2023年）

### 登場曲
- 「The Spectre」Alan Walker（2021年 - ）
- 「ANTHEM」NEWS（2021年 - ）